# Siegfried III de Danemark
Siegfried ou Sigfrid III  de Danemark  (mort en 887) a été roi des Danois de 864/873 à 887.

## Règne
On ne connaît pas la date de l’avènement du roi Sigfried (III) qui doit intervenir entre 864 dernière mention d’Horik II de Danemark et 873 date de la première apparition de son nom dans les annales franques.
En effet c’est cette année que Siegfried, « roi des Danois », envoie des émissaires négocier la paix sur la frontière qui se trouve sur la rivière Eider entre les Saxons et son peuple. Un glaive en or jusqu'au pommeau et d'autres cadeaux sont adressés à Louis le Germanique à cette occasion.
La même année le 25 août  Halbden (i.e Halfdan) le frère de Siegfried qui n’est pas désigné par le titre royal dépêche  à son tour des envoyés à l’Assemblée Générale de Metz afin de demander à bénéficier des mêmes conditions que son frère
La mort de Siegfried lors d’une expédition contre les Frisons est relevée en 887 par les « Annales Vestadini »
Siegfried et son frère Halfdan sont les derniers membres des dynasties royales danoises à être cités par des sources contemporaines. Les autres informations sur le Danemark émanent ensuite d’Adam de Brême au  XIe siècle.